# ینیشوو
ینیشوو (به چکی: Jenišov) یک منطقهٔ مسکونی در جمهوری چک است که در ناحیه کارلووی واری واقع شده‌است. ینیشوو ۵٫۱۸ کیلومتر مربع مساحت و ۷۴۱ نفر جمعیت دارد و ۴۲۱ متر بالاتر از سطح دریا واقع شده‌است.